# ایدا کارلونی تالی
ایدا کارلونی تالی (ایتالیایی: Ida Carloni Talli؛ ۳۱ ژانویه ۱۸۶۰ – ۲۳ آوریل ۱۹۴۰) بازیگر اهل پادشاهی ایتالیا بود.
از فیلم‌ها یا برنامه‌های تلویزیونی که وی در آن نقش داشته‌است می‌توان به هوس‌های امپراتور، نامزدشده، گل سرخ گرانادا و آنتونیوس و کلئوپاترا اشاره کرد.